# Kaos (film)
Kaos è un film del 1984 diretto dai fratelli Taviani.
È tratto da quattro Novelle per un anno di Pirandello, a cui si aggiunge un quinto racconto immaginato dai registi, ma ispirato alle novelle Una giornata (Colloquio con la madre), e Colloquii coi personaggi (seconda parte).
Con questo lavoro i Taviani hanno iniziato la loro collaborazione con il direttore della fotografia Giuseppe Lanci (gireranno insieme cinque film di seguito, ultimo dei quali Tu ridi).
Kaos è anche il film che ha visto recitare insieme per l'ultima volta Franco e Ciccio.

## Il titolo
Viene denominata "Caos" una contrada di campagna, a strapiombo sul mare, dove sorge la casa natale di Luigi Pirandello.
Lo scrive in una citazione lui stesso:

## Trama
Il film si svolge in quattro episodi e un epilogo. Filo comune che collega gli episodi è un corvo nero che si libra sopra la Sicilia di Pirandello con un campanello appeso al collo.
- L'altro figlio racconta l'odio di una donna nei confronti di uno dei suoi figli, il cui preoccupante aspetto sembra essere la reincarnazione vivente dell'uomo che l'ha violentata.
- Mal di luna mostra l'amore, l'angoscia e il desiderio di una giovane sposa, Sidora, di fronte alla malattia sconosciuta di suo marito Bata. Quest'ultimo, infatti, nelle notti di luna piena è colto da raptus violenti e incontrollabili.
- La giara presenta un proprietario terriero che fa riparare una costosa giara da un esperto artigiano, ma questi ne rimarrà bloccato all'interno (il racconto è interpretato da Franco e Ciccio).
- Requiem descrive la lotta dei contadini contro gli amministratori di Ragusa che non permettono di seppellire il patriarca sui loro altopiani invece che nel lontano cimitero della città.
- Epilogo: colloquio con la madre, girato tra Lipari e l'isola di Salina[2], mostra Pirandello parlante al fantasma di sua madre su una storia che avrebbe voluto scrivere, ma non l'ha fatto.

## Incassi
Kaos si collocò al quarantacinquesimo posto tra i film di maggiore incasso in Italia nella stagione 1984-1985.

## Premi e riconoscimenti
- 1985 - David di Donatello
  - Migliore sceneggiatura a Paolo e Vittorio Taviani e Tonino Guerra
  - Miglior  produttore a Giuliani G. De Negri
  - Candidatura Miglior film a Paolo e Vittorio Taviani
  - Candidatura Miglior regista a Paolo e Vittorio Taviani
  - Candidatura Migliore fotografia a Giuseppe Lanci
  - Candidatura Miglior colonna sonora a Nicola Piovani
  - Candidatura Migliore scenografia a Francesco Bronzi
  - Candidatura Migliori costumi a Lina Nerli Taviani
  - Candidatura Miglior montaggio a Roberto Perpignani
- 1985 - Nastro d'argento
  - Migliore sceneggiatura a Paolo e Vittorio Taviani e Tonino Guerra
- 1985 - Globo d'oro
  - Miglior film a Paolo e Vittorio Taviani